# DIGITAL DEVIL SAGA アバタール・チューナー
『DIGITAL DEVIL SAGA アバタール・チューナー』（デジタル・デビル・サーガ アバタール・チューナー、DIGITAL DEVIL SAGA Avatar Tuner）は、アトラスより発売されているRPGのシリーズ作品。『女神転生』シリーズの派生作品であり、略称はDDSAT。日本国外版のタイトルは、Shin Megami Tensei: Digital Devil Saga。

## 概要
2004年7月15日、PlayStation 2用のRPGとして『DIGITAL DEVIL SAGA アバタール・チューナー』が発売され、2005年1月27日に続編となる『DIGITAL DEVIL SAGA アバタール・チューナー2』が発売された。2作品のストーリーは連続している。2006年には携帯電話アプリも配信された。
本作は『真・女神転生III』（2003年2月発売）と平行して進められていた「新・女神転生」プロジェクトで、従来のシリーズの続編ではない完全新作として開発された。女神転生と言えば悪魔合体や悪魔との会話といったシステムのRPGであるが、今作では悪魔合体・仲魔システムをなくし、プレイヤーキャラが自ら悪魔に変身するというスタイルを取っている。
戦闘は『真・女神転生III』と同じプレスターン方式。加えて複数キャラによる合体技である「リンケージ」、敵の怯え状態とそれに関わるハント属性攻撃、未変身での銃撃属性といった存在が戦略に更なる幅をもたせている。
板野一郎演出によるフルボイスのムービーが随所に挿入され、メガテンシリーズ未体験のユーザーにも楽しめるような作りとなっている反面、戦闘の難易度は総じて高く、終盤のボス戦や隠しボス戦は周到な準備と緻密な戦略が要求される。
インド神話と仏教の思想が物語の土台となっていて、プレイヤー達の変身後の悪魔の名前や作中に登場する用語（アートマ、ニルヴァーナ、ローカパーラ）などにも色濃く現れている。
2011年、本作の原案となったものが小説『クォンタムデビルサーガ アバタールチューナー』として五代ゆうの書き下ろしにより全5巻が刊行された。
2024年7月には、発売20周年を記念したアニバーサリーグッズが企画され、アクリルスタンド、Tシャツ、缶バッジが予約販売された。

## シリーズ一覧

### DIGITAL DEVIL SAGA アバタール・チューナー

#### 1のストーリー
2025年。サーフ率いるトライブ、エンブリオンはジャンクヤードでいつ果てるとも知らぬ戦いの毎日を送っていた。彼らは戦う意味を知らない。色を宿さぬ瞳で黙々と抗争を繰り返す。ただひとつの目的は「すべてのトライブを倒し、ニルヴァーナへと進む」こと。
しかし、機械的とさえ言えるその日々は、突然変化する。
ある日、サーフ達は別トライブとの戦闘後に謎の記憶喪失の少女、セラを保護する。ジャンクヤードでは見たこともない黒い髪の色をした彼女は、空から突然、謎の物体とともにやってきた。セラと同時にやってきたその物体は、謎の光を放ち、ジャンクヤードの住人の身体を貫いていく。
「Om Mani Padme Hum」 サーフの脳に浮かぶ謎の言葉。
「喰らい尽くせ、Varna」 サーフ達は悪魔の力を手に入れ、同時に瞳に色が宿った。彼らはやがて人としての心を持ち、それ故に悩んでいく。
そして悪魔となった彼らは、喰らい合わなければ生きていけない。
時を置かず、ジャンクヤードを管理するカルマ教会は「黒髪の少女を連れジャンクヤードの覇者となったトライブにのみ、ニルヴァーナはその門を開く」という新しく掟を公布する。
かくして事態はセラをめぐる抗争へと発展していく...。

#### 1のゲームシステム
悪魔に変身する「アバタール・チューナー」
サーフ達は悪魔のため、敵悪魔を喰らって生体マグネタイトを摂取しないと生きていけない。通常は人間の形態だが、戦闘に突入すると自動的に悪魔の姿に変身する。このような悪魔に変身する能力を持った者はアバタール・チューナー、あるいは喰奴と呼ばれる。また長期間に渡って生体マグネタイトを摂取しないでいると正気を失い飢えにより誰彼かまわず襲い掛かるようになる。
戦闘技能習得プログラム「マントラ」
戦闘に必要な様々なスキル（魔法・特技）は、マントラと呼ばれるスキル取得プログラムを適宜ダウンロードし、敵を喰らい、それにより得られるAP（アートマポイント）を蓄積することで覚えていく。APは普通に敵を倒すだけでも得られるが、その場合はハントスキルで倒した場合に比べて少量しか得られない。スキルは習得したものから同時に最大8個までを自由にセットできる。
ハントスキル
相手を「喰らう」ためのスキル。万能属性の物理スキルのため物理属性を無効化・反射する敵にもダメージを与えられる。
ただし、怯え状態でない敵にはあまりダメージを与えられない他、ボスなど一部の敵は喰らいつく隙がないため実行できない。
ウェイトスキル
特定の属性の攻撃をそのターンと次の敵のターンに限り1度だけ防ぐバリアを味方全体に張ることができるスキル。ただし、複数のウェイトスキルの重ねがけはできず、最後に掛けたスキルが効果を発揮する。本作ではテトラカーンは「物理リフレクト」、マカラカーンは「魔法リフレクト」というウェイトスキルになっている。
プレスターンバトル
戦闘は真・女神転生IIIで登場したプレスターン・バトルを継承。相手の弱点を突くと行動回数が増え、相手の攻撃を無効化すると相手の行動回数を減らすことができるが、それだけでなく、相手を怯えさせることもできる。怯え状態だとハントスキルの威力が上がったり、即死させるハントが成功しやすくなる。本作では、パーティーの全滅=ゲームオーバーとなっている。
リンケージ
複数のスキルの組み合わせにより発動できる合体技。使用する際は参加するキャラ分のアイコンを消費する。効果はマントラで覚えるスキルを先取りするものであったり、リンケージでしか発動できない特殊技であったりと様々。時おり敵も使用する。
例えば、ブフを装備している仲間とテラを装備している仲間が行動できる場合、リンケージ「マハブフ」を発動させる事ができる。このとき、プレスアイコンを2消費するが、弱点を突いたり、クリティカルがでればアイコンが2つ点滅状態になる。

#### スキル
『真・女神転生III』同様に、魔法や特殊攻撃は全て「スキル」と呼ばれている。本作では習得したスキルは忘れることはなく、メニュー時に自由にセットすることが可能となっている。
魔法スキル
主要5属性の火炎・氷結・電撃・衝撃・地変、割合ダメージの破魔・呪殺、そして万能に主に分けられるダメージ系、回復、補助魔法などがある。MPを消費する。
- テラ - 新たに設定された「地変」系の魔法。大地の力で敵1体にダメージを与える。
- テラジ - 地変属性で敵1体により大きなダメージを与える。
- テラダイン - 地変属性で敵1体に大ダメージを与える。
- リカームドラ - 自分が戦闘不能になる代わりに前衛にいる味方全員の戦闘不能を回復し、HPとMPを全回復させる。
- エイクディ - 味方1体の腹痛状態を治療する。

物理スキル
腕で殴ったり、キックをしたり、針を飛ばしたりといった物理攻撃によるスキル。HPを消費することで発動する。
- バイオクロウ - 敵1体に物理ダメージ+猛毒の追加効果を与える。
- 乱心の一刀 - 敵1体に物理ダメージ+混乱の追加効果を与える。
- 喰らいつき - 敵1体にダメージを与えるハントスキル。

オートスキル
セットすると自動的に効果のあるスキル。
- HPブースタ - HPの最大値が10%上昇する。
- クリティカ - 通常攻撃を行った時のクリティカルヒットの発生率が通常の2倍になる。
- 火炎ブースタ - 火炎属性攻撃の威力が上昇する。同属性のハイブースタと併用可能。
- 火炎ハイブースタ - 火炎属性攻撃の威力が大きく上昇する。同属性のブースタと併用可能。

ウェイトスキル
特定の属性のダメージを1度だけ無効化したり、反射したりする防御用のスキル。
- 火炎ブレイク - 火炎属性の攻撃を1度だけ無効化するシールドを味方全体に展開する。
- 氷結リフレクト - 氷結属性の攻撃を1度だけ反射するシールドを味方全体に展開する。なお、相手の相性に「氷結吸収」がある場合、反射した分だけHPを回復させてしまう。
- 電撃ドレイン - 電撃属性の攻撃を1度だけ吸収するシールドを味方全体に展開する。
- 物理リフレクト - 物理属性の攻撃を一度だけ反射するシールドを味方全体に展開する。従来のテトラカーンと同様。
- 魔法リフレクト - 万能属性以外の全魔法を一度だけ反射するシールドを味方全体に展開する。従来のマカラカーンと同様。

#### 1のスタッフ
- エグゼクティブプロデューサー - 岡田耕始、原野直也
- プロデューサー - 橋野桂
- キャラクターデザイナー - 金子一馬
- シーンディレクター - 板野一郎
- シナリオライター - 里見直、五代ゆう（オリジナルプロット）
- メインコンポーザー - 目黒将司
- プランニングディレクター - 橋野桂
- イベント&システムプランニングリーダー - 金田大輔
- イベントプランナー - 田中裕一郎、山本眞司、玉利光貴
- システムプランナー - 木戸梓、渡邊龍也、加藤澤男、玉利光貴、田中裕一郎
- フィールドプランニングリーダー - 伊東大輝
- フィールドプランナー - 大場亜希、宇田洋輔、渡部篤、門脇宗悦、たかはしこうきち
- チーフプログラマー - 大山智
- メインプログラマー - 新居田俊行
- イベントプログラマー - 高野正也
- バトルプログラマー - 新居田俊行、肥後聖亨
- インターフェースプログラマー - 池田高明、三輪喜由、小森祥弘
- フィールドプログラマー - 大山智
- プロジェクトサポートエンジニア - ながいやすあき
- チーフデザイナー - 北野誠
- イベントデザインリーダー - 和田和久
- イベントストーリーボード - D.A.S.T、籔田達也
- サブキャラクターデザイナー - 福世孝明
- イベントデザイナー - 和田和久、前田直哉、薄田無門、地葉之栄、木部裕明、粕谷雅俊、塚原匡、中島幸史
- キャラクターCGデザイナー - 和田和久、小池宏樹、永吉弘明
- バトルキャラクターCGデザインリーダー - 北野誠
- バトルキャラクターCGデザイナー - 沖田香織、青柳拓、園山亜紀、石川篤弘、吉田洋一
- バトルキャラクターCGスーパーバイザー - 白石恵
- バトルモーションデザイナー - まつもとたくや
- バトル&エフェクトデザインリーダー - 古東晃子
- バトルデザイナー - 垣内ひとみ
- エフェクトデザイナー - 鈴木正勝、垣内ひとみ、松本芽里
- フィールドデザインリーダー - 土居政之
- フィールドデザイナー - 横路ゆかり、深澤修児、さいとうたかし、すずきてるや、やまもとたろう、三浦勝己、稲垣幸、渋谷康宏
- インターフェースデザイン - 須藤正喜、園山亜紀
- イベントデザインコーポレーション - D.A.S.T
- ワールドアートエスタブリッシャー - 草薙
- デビルCGコーポレーション - 白組
- モーションキャプチャー - デジタル・フロンティア
- ドラフトプロポーザルコーポレーション - 富士見書房
- サウンドクリエイター - 土屋憲一

### DIGITAL DEVIL SAGA アバタール・チューナー2
多くの謎を残したまま終了した前作の続編であり、本シリーズの完結編。前作からのセーブデータ継承によりアイテムや習得スキルに特典が受けられる。

#### 2のストーリー
2025年。ジャンクヤードでの戦いを制覇した後、原因不明の事象により新しい世界に飛ばされたサーフ達。そこがニルヴァーナなのかどうかもわからない。しかし、楽園を夢見ていた彼らの目の前に広がっていたのは無残な廃墟と化した都市であった。
そこではカルマ協会と呼ばれる組織が弱者を支配しており、その状況は楽園とは程遠いものだった。
困惑するサーフ達。そんな彼らは反カルマ協会の地下組織、ローカパーラのリーダーであるロアルドと出会う。

#### 2のゲームシステム
マントラの方式の変更
前作はマントラのダウンロードの順はフローチャートのような方式をとっていたが、本作は取得済みマントラの円周から取得できるようになっており、スキル習得の自由度が高まった。
得意属性の威力の変更
前作は魔力やレベルによって決定したが、本作は得意属性の場合はさらに威力が上昇する。
羅刹モード
ソーラーノイズ（女神転生シリーズで言うところの月齢）がMAX前後時に戦闘に突入すると羅刹化することがある。羅刹時は体の一部分だけが悪魔化し、その外見はいわゆる半人半魔。
羅刹化の主なメリットデメリットは以下の通り。
メリット
- 攻撃力が大きく上昇。通常攻撃ですらほとんどの敵を一撃で撃破出来る。
- 攻撃時のクリティカル発生率が90%上昇。
- 敵の攻撃を回避できる確率が大幅に上昇。
- 本来は物理攻撃が効かない敵（＝無効、吸収、反射する敵）に対しても無関係にダメージを与えられる。
- 戦闘終了時に取得する経験値が2.5倍。
- 逃走が100%成功。
- 必ず自ターンの先攻でバトルが始まる。

デメリット
- 変身と変身解除、銃撃ができなくなる。
- 防御力が大きく低下。敵の攻撃でクリティカルを喰らい即死することも多い。
- 魔法スキルが使用不能。物理攻撃及びアイテムの使用のみ可能。
- 命中率は速などの能力に関係なく、一律60%に下降。攻撃アイテムの命中率も同様。
- 敵から受けるクリティカル発生率も60%上昇。
- 耐性は人間形態のものになる。すなわち銃撃に弱く、破魔を無効化する。

非常にリスキーではあるが、敵を撃破できれば多くの経験値が得られる。
また、敵がおびえていれば確実に命中させることが出来るので、無効化スキルやウェイトスキルのアイテムがあるとより楽になる。
カルマリング
装備アイテム。装備するとパラメータが上昇したり、属性が変化したり、あるいは特殊効果を得る。1人につき1個のみ装備可能。

#### 2のスタッフ
- エグゼクティブプロデューサー - 横山秀幸、奥出信行
- プロデューサー - 橋野桂
- キャラクターデザイナー - 金子一馬
- シーンディレクター - 板野一郎
- シナリオライター - 里見直、五代ゆう（オリジナルプロット）
- ミュージック - 目黒将司
- プランニングディレクター - 北野誠
- イベント&システムプランニングリーダー - 金田大輔
- イベントプランナー - 山本眞司、玉利光貴
- システムプランナー - 木戸梓、加藤澤男、後藤健一、玉利光貴
- フィールドプランニングリーダー - 伊東大輝
- フィールドプランナー - 大場亜希、宇田洋輔、渡部篤、門脇宗悦
- チーフプログラマー - 大山智
- メインプログラマー - 新居田俊行
- イベントプログラマー - 池田高明
- バトルプログラマー - 新居田俊行、三輪喜由
- システムプログラマー - 池田高明、三輪喜由
- フィールドプログラマー - 大山智
- プロジェクトサポートエンジニア - ながいやすあき、小畑英樹
- チーフデザイナー - 北野誠
- イベントデザインリーダー - 前田直哉
- イベントストーリーボード - D.A.S.T、籔田達也
- サブキャラクターデザイナー - 福世孝明
- イベントデザイナー - 前田直哉、薄田無門、和田和久、園山亜紀、石川篤弘、中島幸史、塚原匡、木部裕明、粕谷雅俊、たかはしこうきち、SHIN、くろだともひろ、かがわふみひこ
- キャラクターCGデザイナー - 和田和久、小池宏樹、永吉弘明
- バトルキャラクターCGデザインリーダー - 北野誠
- バトルキャラクターCGデザイナー - 沖田香織、青柳拓、園山亜紀、石川篤弘、吉田洋一
- バトルキャラクターCGスーパーバイザー - 白石恵
- バトルモーションデザイナー - まつもとたくや
- バトル&エフェクトデザインリーダー - 古東晃子
- バトルデザイナー - 垣内ひとみ
- エフェクトデザイナー - 鈴木正勝、垣内ひとみ、松本芽里
- フィールドデザインリーダー - 横路ゆかり
- フィールドデザイナー - 深澤修児、三浦勝己、稲垣幸、やまもとたろう、吉田洋一、すずきじゅん、高井雅弘、たけしたえみ
- インターフェースデザイン - 須藤正喜
- イベントデザインコーポレーション - D.A.S.T
- ワールドアートエスタブリッシャー - 草薙
- デビルCGコーポレーション - 白組
- モーションキャプチャー - デジタル・フロンティア
- ドラフトプロポーザルコーポレーション - 富士見書房
- イベント&バトルサウンドエフェクト - 土屋憲一
- フィールドサウンドエフェクト - 緒方貴宏
- インターナルサウンドソースコンバート - 國島憲一

## 登場キャラクター

### プレイヤーキャラクター
サーフ
声 - 野島健児
本作の主人公。銀髪の少年。六大トライブの一角「エンブリオン」のリーダー。口数が少なく、様々局面で重大な決定を下していく。「ウォータークラウン（水の王冠）」のアートマ印を宿し、悪魔「ヴァルナ」に変身する。
セラ / セラフィータ
声 - 桑島法子
本作のヒロイン。黒髪の少女。エンブリオンのメンバーであり、本名は「セラフィータ」。悪魔化して理性を失った人間を歌によって制御することができる。続編ではサーフと同じ「ウォータークラウン（水の王冠）」のアートマ印を宿し、悪魔「ヴァルナーニ」に変身する。
アルジラ
声 - 冬馬由美
エンブリオンのメンバーであり、スナイパー。当初は冷徹な性格だったが、戦うことに疑問を感じるようになる。姉御肌で気が強く、誰よりも喰らうことを嫌う。「サイズミックウェーブ（地震波）」のアートマ印を宿し、悪魔「プリティヴィー」に変身する。
ヒート
声 - 緑川光
エンブリオンメンバーであり、サーフをライバル視しているアタッカー。常に何か苛立っているらしく、セラに対して不思議な感情を持っているなど自分でも抱えきれない感覚に不安や苛立を覚えている。「ファイアーボール（火球）」のアートマ印を宿し、悪魔「アグニ」に変身。
ゲイル
声 - 堀秀行
エンブリオンのメンバーであり、頭の切れる参謀。口癖は「理解不能」。何故かセラの口すざむ歌を知っている。「ツイスター（竜巻）」のアートマ印を宿し、悪魔「ヴァーユ」に変身。
シエロ
声 - 三浦祥朗
エンブリオンのメンバーであり、明るい性格のムードメーカー。サーフを「兄貴」と呼んで慕う。「レインボーアーチ（虹）」のアートマ印を宿し、悪魔「ディアウス」に変身。
ロアルド
声 - 神奈延年
反カルマ協会「ローカパーラ」の2代目リーダー。酒に溺れていたが、初代リーダーであるグレッグの息子・フレッド（声 - 進藤尚美）の叱咤により立ち直る。「ライトニングボルト（稲妻）」のアートマ印を宿し、悪魔「インドラ」に変身する。
セラフ
声 - 桑島法子
サーフとセラの思いが一つになった時に生まれた完全なる人間。「クラリオン（遠くに響く音）」のアートマ印を宿し、悪魔「アルダー」に変身する。

### ノンプレイヤーキャラクター
ハーリーQ
声 - 小野坂昌也
六大トライブで第5位の勢力を持つ「アサインメンツ」のリーダー。冒頭で自軍の兵隊たちがサーフたちに喰われたことから臆病な性格となる。「バーニングステイク（燃える机）」を宿し、悪魔「ハヤグリーヴァ」に変身する。
ジナーナ
声 - 伊倉一恵
六大トライブで第4位の勢力を持つ「メリーベル」のリーダー。エンブリオンがメリーベルに共闘を持ちかけたアルジラの影響から無駄な殺生を嫌う。「アウローラ（極光）」のアートマ印を宿し、悪魔「ウシャス」に変身する。
バット
声 - 置鮎龍太郎
メリーベルのNo.2であり、サーフたちに憎悪と嫉妬を抱いている。「ソニックウェーブ（超音波）」のアートマ印を宿し、悪魔「カマソッソ」に変身する。
ミック・ザ・ニック
声 - 江川央生
六大トライブで第3位の勢力を持つ「ソリッド」のリーダー。太り気味であり、堅実さを重視している。「ソーラーイクリプス（日食）」のアートマ印を宿し、悪魔「ラーフ」に変身する。
ルーパ
声 - 石川英郎
六大トライブで第2位の勢力を持つ「ハウンズ」のリーダー。人としての誇りを大切にしている。「ラヴァフロー（灼熱の氾濫）」のアートマ印を宿し、悪魔「ケルベロス」に変身する。
バロン・オメガ
声 - 銀河万丈
六大トライブで第1位の勢力を持つ「ブルーティッシュ」のリーダー。悪魔化した後にサーフと出会ってからは感情が発現している。「タービュランス（乱気流）」のアートマ印を宿し、悪魔「ラーヴァナ」に変身する。
ジェナ・エンジェル
声 - 富沢美智恵
白い服を着ている女性であり、カルマ協会の技術部総責任者。「メイルシュトロウム（大渦巻、大混乱）」のアートマ印を宿し、悪魔「ハリ・ハラ」に変身する。

## 小説版

### That's catch 22
2014年のアメリカを舞台にした里見直の短編小説。ジョセフ・ヘラーの小説に由来するイディオム、キャッチ=22を引用している。2004年に発売されたメディアワークスの攻略本「ザ・マスターガイド I」および「ザ・マスターガイド II」に前編・後編が収録された。

### DOGDAYS
原案の五代ゆう自ら書き下ろした短編。アサインメンツ攻略後という設定のオリジナルストーリー。富士見書房刊の「ファンタジアバトルロイヤル」2004年秋号に掲載。以前は五代の公式サイトで閲覧できたが、現在はサイトが閉鎖になっているため閲覧不可である。2011年には早川書房のウェブサイトにて校正後のPDFが公開された。

### クォンタムデビルサーガ
原案の五代ゆうによる書き下ろし小説シリーズ。煉獄篇、辺土篇、楽園篇の3篇で10年の月日を得て構成された。2011年2月より隔月でハヤカワ文庫JA（早川書房）から全5巻刊行された。シナリオの原案となったものであるため、ゲーム本編とは設定や展開が異なっている。
1. アバタールチューナー 1 ISBN 978-4-15-031022-6 （2011年2月18日発売）
2. アバタールチューナー 2 ISBN 978-4-15-031029-5 （2011年4月21日発売）
3. アバタールチューナー 3 ISBN 978-4-15-031038-7 （2011年6月23日発売）
4. アバタールチューナー 4 ISBN 978-4-15-031044-8 （2011年8月25日発売）
5. アバタールチューナー 5 ISBN 978-4-15-031048-6 （2011年10月21日発売）

## 漫画版
アンソロジーコミックなどが複数の出版社から発刊されている。
火の玉ゲームコミック
- DISITAL DEVIL SAGA ～アバタール・チューナー～ コミックアンソロジー（2004年9月27日発売）光文社 ISBN 978-4334806101
- DISITAL DEVIL SAGA ～アバタール・チューナー～ 4コマギャグバトル（2004年10月25日発売）光文社 ISBN 978-4334806125
- DIGITAL DEVIL SAGA ～アバタール・チューナー2～ コミックアンソロジー（2005年3月24日発売）光文社 ISBN 978-4334806194
- DIGITAL DEVIL SAGA ～アバタール・チューナー2～ 4コマギャグバトル（2005年4月25日発売）光文社 ISBN 978-4334806217

コミックラッシュ
- DIGITAL DEVIL SAGA アバタール・チューナー アンソロジーコミック（2004年10月12日発売）ジャイブ ISBN 978-4861760181
- DIGITAL DEVIL SAGA アバタール・チューナー 深淵の魔塔（2005年5月7日発売）やまさきもへじ、ジャイブ ISBN 978-4861761454

月刊コミックラッシュにて連載されたやまさきもへじによる漫画。
ミッシィコミックス
- DIGITAL DEVIL SAGA アバタール・チューナー（2004年10月25日発売）宙出版 ISBN 978-4776714125

コミックブレイド
- DIGITAL DEVIL SAGA アバタール・チューナー（2004年11月29日発売）マッグガーデン ISBN 978-4861270932

## 攻略本
電撃プレイステーション
電撃プレイステーション編集部、メディアワークス発行。
- デジタル・デビル・サーガ アバタール・チューナー ザ・マスターガイド I（2004年7月15日発売）ISBN 978-4840227759
- デジタル・デビル・サーガ アバタール・チューナー ザ・マスターガイド II（2004年8月6日発売）ISBN 978-4840228008

ファミ通
ファミ通書籍編集部、エンターブレイン発行。
- デジタル・デビル・サーガ アバタール・チューナー 公式ガイドブック（2004年7月15日発売）ISBN 978-4757719620
- デジタル・デビル・サーガ アバタール・チューナー 公式ファイナルガイド（2004年8月30日発売）ISBN 978-4757720183
- デジタル・デビル・サーガ アバタール・チューナー2 公式ガイドブック探索編（2005年1月27日発売）ISBN 978-4757721821
- デジタル・デビル・サーガ アバタール・チューナー2 公式ガイドブック追究編（2005年3月14日発売）ISBN 978-4757722323
- デジタル・デビル・サーガ アバタール・チューナー＆2 オフィシャルファンブック（2005年4月2日発売）ISBN 978-4757722804

## 携帯電話版

### DIGITAL DEVIL SAGA アバタール・チューナー A's TEST Server
2006年12月7日にアトラスモバイルコンテンツの「メガテンα」用のソフトとして配信された携帯電話アプリ。月額315円で他のアプリケーション同様にダウンロードしてプレイすることができる。同社の携帯電話ゲームとしては初の903iシリーズ専用の大容量メガゲームで3Dポリゴンを使用している。iアプリ版のタイトル画面では『DIGITAL DEVIL SAGA アバタール・チューナー MOBILE』と表記されている。
システム的にはプレスターンバトルやマントラシステムによる自由度の高い育成といったPS2版でおなじみの要素を継承しているが、アレンジが加えられている（マントラシステムは十七の基本マントラがA、B、Cのランクごとにわかれている、戦闘中人型に戻れない、睡眠状態で回復しない、戦闘終了後HPが回復しないなど）。ストーリーは携帯電話用に書き下ろされたオリジナルシナリオとなっている。
2007年2月26日に『DIGITAL DEVIL SAGA アバタール・チューナー A's TEST Server 完全版』として525円のウリキリアプリとしてダウンロードできるようになった。
月額課金のプレビュー版は15階までで終了だったが、完全版は15階からエンディングまで進行する。プレビュー版には登場しなかったキャラクター「ヒート」も登場。その他にもゲーム速度の改善、ステータスの回復が行える回復端末やアイテムの売買ができるベンダーの設置、どこでもセーブできる簡易セーブ機能（ただし、簡易セーブはロードするとデータが消えるので注意）の追加などが行われている。プレビュー版からのクリアデータの継承も可能。
なお、ダウンロード容量が非常に大きいためSDメモリーカードが必要になっており、パケ・ホーダイ（パケット定額サービス）への加入が推奨されている。
2007年4月18日よりYahoo!ケータイ用のS!アプリとしても配信開始された。こちらも525円の落としきり。
2007年9月13日よりEZweb向けのBREWアプリとしても配信開始。こちらも525円の落としきり。
S!アプリ版とEZアプリ版はタイトルに『完全版』とついていないが、iアプリ版の完全版と同じ仕様となっている。

## サウンドトラック
- DIGITAL DEVIL SAGA アバタール・チューナー サウンドトラック（2004年9月24日発売）FCCT-0020

CD1枚、第1作のBGMを33曲収録。
- DIGITAL DEVIL SAGA ～アバタールチューナー～ 1&2 オリジナルサウンドトラック完全体（2005年12月22日発売）VGCD-0021

CD4枚組、第1作と第2作のBGMを136曲収録。
- DIGITAL DEVIL SAGA ～アバタール・チューナー～ 1&2 オリジナル・サウンドトラック（2024年7月15日配信）

デジタルダウンロード、第1作と第2作のBGMを139曲収録。

## 主題歌
DIGITAL DEVIL SAGA アバタール・チューナー
- OP「Pray」 歌 - 桑島法子

DIGITAL DEVIL SAGA アバタール・チューナー2
- OP「ALIVE」 歌 - 桃田佳世子
- ED「タイムカプセル」 歌 - as

## ラジオドラマ版
2004年のゲームソフトの発売直前にアトラスのラジオ番組『ATLUS presents めぐみゅうの神楽坂ハッピーチューナー』にて全5話のラジオドラマが放送された（第12～16回）。序盤から中盤までを追うストーリーとなっており、ゲーム本編では喋らなかったサーフが喋るのも特徴である。